# Alexander Gennadjewitsch Schurbin
Alexander Gennadjewitsch Schurbin (russisch Александр Геннадьевич Журбин; englisch: Alexander Gennadyevich Zhurbin; * 14. Januar 1992 in Moskau) ist ein russischer Tennisspieler.

## Karriere
Schurbin spielte bis 2010 einige Matches auf der ITF Junior Tour und erreichte dort mit Rang 106 Anfang 2010 seine beste Platzierung in der Junior-Weltrangliste.
Ab 2010 nahm Schurbin auch regelmäßig an Profiturnieren teil, dabei zunächst ausschließlich an welche der drittklassigen ITF Future Tour. Von den Turnierverantwortlichen bekam er Ende 2010 im Doppel eine Wildcard für die Doppelkonkurrenz in St. Petersburg. Bei seiner Premiere auf der ATP World Tour verlor er mit Andrei Jakowlew zusammen zum Auftakt gegen Daniele Bracciali und Potito Starace. An selber Stelle spielte er 2012 mit seinem Partner. Auch hier verloren sie ihr Match glatt. Bis 2013 gelangen ihm kaum Erfolge, bei Futures gewann er selten mehr als ein Match. Dann konnte er bis Ende des Jahres erstmals in die Top 1000 der Weltrangliste einziehen. 2014 gewann er im Doppel drei Futures, womit er das Jahr jeweils in den Top 700 abschloss.
Nach einem Jahr ohne Turnierteilnahmen startete Schurbin 2016 wieder ins Turniergeschehen und konnte im Mai sein erstes Future-Finale erreichen. Wenig später gelang ihm in Moskau erstmals die Qualifikation für die zweithöchste Turnierkategorie, die ATP Challenger Tour. Auch in Meknès und Kenitra kämpfte er sich ins Hauptfeld, blieb aber ohne Sieg dort. Das Jahr 2017 verlief ähnlich: Neben einer Finalteilnahme gelang ihm kein Durchbruch in der Weltrangliste. 2018 machte er es besser. Bei fünf Futures stand er im Einzel im Finale, zwei davon konnte er für sich entscheiden, sodass er in der Weltrangliste mit Platz 400 ein neues Karrierehoch erreichte.